# 阿拉伯冷戰
阿拉伯冷戰（阿拉伯語：الحرب العربية الباردة）是阿拉伯世界自1950年代初期到1970年代末期的一場政治競爭與軍事衝突。現代學說中多數認為阿拉伯冷戰始於1952年，埃及阿拉伯革命爆發，納賽爾·海珊推翻埃及王國後，建立埃及共和国，直到1979年的伊朗伊斯蘭革命，巴勒維伊朗被推翻，大阿亞圖拉魯霍拉·霍梅尼建立伊朗伊斯蘭共和國後結束。而有少部分學說則認為是在1991年伴隨美利堅-蘇維埃冷戰落幕後一併結束。

## 名稱
「阿拉伯冷戰」一詞最早由美國中東研究學者和政治學家馬爾科姆·H·克爾（英語：Malcolm H. Kerr）所提出，在他1965年出版的《Arab Cold War》及後續創造的版本中提及。但阿拉伯冷戰並不是資本主義和共產主義兩大經濟體系之間的衝突。事實上，除了南葉門的社會主義政府外，所有阿拉伯政府都明確表明反對共產主義，並將共產主義者在其境內的活動定為違法。此外阿拉伯國家從未尋求加入相互競爭的北大西洋公約和華沙公約，幾乎所有阿拉伯國家都是不結盟運動的成員。
阿拉伯冷戰的概念主要是由阿拉伯主義對抗伊斯蘭主義的競爭，即改革勢力對上保守勢力的衝突。納賽爾主義的思想倡導世俗化的開放以及反美、反西方、反帝國主義和反殖民主義，並在西奈戰爭後到達高潮，也讓沙烏地阿拉伯等保守的君主制國家感到威脅，而產生兩者的相互競爭與衝突，故阿拉伯冷戰又稱為「埃及-沙烏地代理人衝突」。

## 背景
1945年，第二次世界大戰結束，開啟了美利堅-蘇維埃冷戰。與此同時的埃及，在第二次世界大戰後獲得了完全的獨立。但根據《1936年英埃同盟條約》的規定，一支英國警衛部隊仍駐紮在蘇伊士運河。在隨後的幾年裡，埃及曾多次發生反英示威遊行、罷工、罷市乃至武裝起義。1950年代，法魯克一世統治下的埃及王國政局動盪，軍事政變不斷，內閣改組成了家常便飯，國內政治經濟狀況急劇惡化，廣大人民、士兵和下級軍官對腐朽封建的統治深感不滿。
1950年，以納賽爾·海珊為首的軍官組成「自由軍官」，其訴求為廢除英埃同盟條約、改變現行君主制。同年，自由軍官組織執行委員會成立，納賽爾當選為主席，並秘密出版《自由軍官之聲》，主張建立代議制政府。1952年7月16日，自由軍官秘密召開會議，商討發動政變。會議的主持人是納賽爾，鑑於國王對軍隊的清洗已迫在眉睫，會議決定7月22日發動政變。
最終在1952年7月22日23時，自由軍官發起革命，自由軍官成員率領由坦克、裝甲車組成的部隊，分頭執行戰鬥任務。7月23日凌晨，自由軍官完全控制開羅。7月26日，軍隊包圍王宮，法魯克一世退位，軍隊鳴21響禮炮為國王「送行」。當晚，法魯克流亡義大利。革命宣告成功，君主制被廢除，埃及成為埃及共和国 。

## 歷史
在納賽爾推翻埃及王國後，納賽爾主張建立世俗與泛阿拉伯民族社會主義的阿拉伯世界，並倡導阿拉伯世界的團結，一同對抗西方列強。納賽爾認為在西方干涉阿拉伯世界中阿拉伯君主制扮演了共犯的角色，象徵著阿拉伯君主制對食利主義和伊斯蘭主義的支持與忽視，因此支持阿拉伯各國的世俗革命，以此作為回應。1956年，埃及在西奈戰爭中取得勝利後，納賽爾的相關意識形態（納賽爾主義）迅速獲得了許多阿拉伯國家的支持，但在此期間阿拉伯國家的歷史背景差異極大，阿拉伯國家中只有埃及、敘利亞、黎巴嫩、突尼西亞和蘇丹是共和國；其餘大多為君主制，如：約旦和伊拉克都是哈希姆家族的君主制國家，此外摩洛哥、利比亞、沙烏地阿拉伯和北葉門也都都有獨立屬於自己的王朝；而也有阿爾及利亞、南葉門、阿曼等戰亂的阿拉伯國家仍然處於法國殖民或英國占領的統治之下，但阿拉伯國家幾乎支持阿拉伯民族主義的意識形態，希望能打造阿拉伯聯盟，一同團結。

## 主要衝突
| 指揮官與領導者 | 衝突事件              | 日期           | 交戰方 | 結果 |
| --- | --------------------- | -------------- | --- | --- |
| 法魯克一世 艾哈邁德·納吉布·希拉利 穆罕默德·納吉布 納賽爾·海珊 安瓦爾·薩達特 | 埃及阿拉伯革命        | 1952年7月23日  | 埃及王國 自由軍官 | 法魯克埃及被推翻 埃及共和国建立 |
| 費薩爾二世 無領導者 | 伊拉克暴動            | 1952年8月23日  | 伊拉克哈希姆王國 示威者 | 伊拉克總理 穆斯塔法·馬哈茂德·烏馬里被罷黜 |
| 阿迪卜·希沙克利 哈希姆·阿塔西 蘇丹·阿特拉什 | 敘利亞起義            | 1954年2月25日  | 敘利亞第二共和國 敘利亞人民黨 敘利亞民族黨 敘利亞共產黨 阿拉伯復興社會黨 穆斯林兄弟會 | 阿迪卜·希沙克利政府被推翻 |
| 賽義德·本·泰穆爾 加利布·希奈 | 阿可達山戰爭          | 1954年10月10日 | 馬斯喀特和阿曼蘇丹國 阿曼伊瑪目國 | 阿曼伊瑪目國覆滅 併入馬斯喀特和阿曼蘇丹國 |
| 勒內·科蒂 雅克·蘇斯特爾 夏爾·戴高樂 阿布德-拉赫曼·法雷斯 費爾哈特·阿巴斯 艾哈邁德·本·貝拉 胡阿里·布邁丁                                                                             | 阿爾及利亞戰爭        | 1954年11月1日  | 法蘭西第四共和國 阿爾及利亞民族解放陣線 | 法蘭西殖民帝國終結 阿爾及利亞共和國臨時政府成立 |
| 納賽爾·海珊 德怀特·艾森豪威尔 尼基塔·赫魯雪夫 大衛·本·古里安 伊薩克·希姆謝列維奇 安東尼·艾登 伊莉莎白二世 勒內·科蒂 居伊·摩勒                                                       | 西奈戰爭              | 1956年10月29日 | 埃及共和国 美利堅合眾國 蘇維埃聯盟 以色列國 聯合王國 法蘭西第四共和國 | 不列顛殖民帝國邁向瓦解 聯合王國首相安東尼·艾登下臺 去殖民化浪潮加劇 美利堅蘇維埃霸權地位確立 埃及戰敗但奪回蘇伊士運河制權 中東局勢快速惡化                                           |
| 海珊·本·塔拉勒 阿里·阿布·努瓦爾 | 約旦軍事政變          | 1957年4月13日  | 約旦哈希姆王國 自由軍官 | 政變失敗 約旦哈希姆王國宣佈戒嚴 |
| 傑拉勒·巴亞爾 舒克里·庫瓦特利 納賽爾·海珊 | 敘利亞危機            | 1957年8月18日  | 土耳其共和國 敘利亞第二共和國 埃及共和国 | 土耳其軍隊撤離土耳其-敘利亞邊境 |
| 費薩爾二世 阿卜杜勒·伊拉 努里·賽義德 阿卜杜勒-卡里姆·卡塞姆 阿卜杜塞拉姆·阿里夫 | 伊拉克革命            | 1958年7月14日  | 阿拉伯聯邦 伊拉克哈希姆王國 自由軍官 | 阿拉伯聯邦解散 伊拉克哈希姆王國被推翻 伊拉克第一共和國建立 |
| 卡米耶·夏蒙 福阿德·謝哈布 納伊姆·莫加卜 拉希德·卡拉米 納賽爾·海珊 | 黎巴嫩危機            | 1958年7月15日  | 黎巴嫩共和國 黎巴嫩反對派 - 救援納賈德黨 - 進步社會黨 - 獨立納賽爾主義運動 - 黎巴嫩共產黨 阿拉伯合眾國 | 時任黎巴嫩總統卡米耶·夏蒙被迫下臺 反對派領袖拉希德·卡拉米組閣新政府 |
| 阿卜杜勒-卡里姆·卡塞姆 薩達姆·海珊 阿卜杜·瓦哈卜·沙瓦夫 納賽爾·海珊 | 摩蘇爾政變            | 1959年3月7日   | 伊拉克第一共和國 阿拉伯復興社會黨 自由軍官 阿拉伯合眾國 | 政變失敗 伊拉克第一共和國與阿拉伯合眾國交惡 阿拉伯復興社會黨勢力大增 |
| 1960年代 |                       |                | | |
| 阿卜杜拉·薩利姆·薩巴赫 哈羅德·麥米倫 阿卜杜勒-卡里姆·卡塞姆 | 優勢行動              | 1961年7月1日   | 科威特謝赫國 聯合王國 伊拉克第一共和國 | 科威特謝赫國在聯合王國的支持下獨立 科威特國建立 |
| 哈比卜·布爾吉巴 夏爾·戴高樂 | 比塞大危機            | 1961年7月19日  | 突尼西亞第一共和國 法蘭西第五共和國 | 法蘭西政府被迫移交比塞大 |
| 納賽爾·海珊 阿卜杜勒·哈米德·薩拉吉 納齊姆·庫德西 | 敘利亞政變            | 1961年9月28日  | 阿拉伯合眾國 敘利亞反對派 - 敘利亞人民黨 - 敘利亞民族黨 - 敘利亞共產黨 - 阿拉伯復興社會黨 - 阿拉伯解放運動 - 穆斯林兄弟會 | 敘利亞阿拉伯第一共和國建立 |
| 穆罕默德·巴德爾 費薩爾·本·阿卜杜勒-阿齊茲 阿卜杜拉·薩拉勒 納賽爾·海珊 | 北葉門內戰            | 1962年9月26日  | 葉門穆塔瓦基利亞王國 沙烏地阿拉伯王國 葉門阿拉伯共和國 阿拉伯聯合共和國 | 共和派勝利 葉門阿拉伯共和國成立 |
| 阿卜杜勒-卡里姆·卡塞姆 阿卜杜塞拉姆·阿里夫 艾哈邁德·哈桑·貝克爾 | 齋月革命              | 1963年2月8日   | 伊拉克第一共和國 阿拉伯復興社會黨 | 阿卜杜勒-卡里姆·卡塞姆政府被推翻 阿卜杜塞拉姆·阿里夫執政 |
| 納齊姆·庫德西 米歇爾·阿弗拉克 薩拉赫·賈迪德 | 敘利亞革命            | 1963年3月8日   | 敘利亞阿拉伯第一共和國 阿拉伯復興社會黨 | 納齊姆·庫德西政府被推翻 阿拉伯復興社會黨執政 敘利亞阿拉伯第二共和國成立 |
| 賽義德·本·泰穆爾 沙希德·薩利姆·穆薩林 | 佐法爾戰爭            | 1963年6月9日   | 馬斯喀特和阿曼蘇丹國 阿曼蘇丹國 解放陣線 - 佐法爾解放陣線 - 解放被占領阿拉伯灣人民陣線 - 解放阿曼人民陣線 解放阿曼和阿拉伯灣民族民主陣線 | 阿曼政府勝利 解放陣線被消滅 |
| 艾哈邁德·本·貝拉 胡阿里·布邁丁 哈桑二世 德里斯·阿拉米 | 沙塵暴戰爭            | 1963年9月25日  | 阿爾及利亞人民民主共和國 摩洛哥王國 | 摩洛哥-阿爾及利亞以南邊境關閉 在非洲統一組織斡旋下， 摩洛哥放棄了控制貝沙爾和廷杜夫的企圖 設立非軍事區                                                                               |
| 哈羅德·威爾遜 卡坦·穆罕默德·沙比 | 亞丁危機              | 1963年12月10日 | 聯合王國 南阿拉伯聯邦 南阿拉伯保護國 南葉門民族解放陣線 解放被佔領南葉門陣線 | 國王陛下的武裝部隊撤離南阿拉伯 南葉門人民共和國成立 |
| 希卜利·艾薩阿明·哈菲茲 薩拉丁·比塔爾 薩拉赫·賈迪德 哈菲茲·阿薩德 | 敘利亞政變            | 1966年2月21日  | 敘利亞阿拉伯第二共和國 阿拉伯復興社會黨 | 敘利亞阿拉伯第二共和國倒臺 薩拉赫·賈迪德掌權 阿拉伯復興社會黨分裂為 敘利亞主導派及伊拉克主導派                                                                                       |
| 列維·艾希科爾 納賽爾·海珊 薩拉赫·賈迪德 海珊·本·塔拉勒 阿卜杜拉赫曼·阿里夫 夏爾·赫盧 艾哈邁德·舒凱里                                                                                | 六日戰爭              | 1967年6月5日   | 以色列國 阿拉伯聯合共和國 敘利亞阿拉伯第三共和國 約旦哈希姆王國 伊拉克第一共和國 黎巴嫩共和國 巴勒斯坦解放組織 | 以色列國勝利 以色列國攻佔約旦河西岸、戈蘭高地、 加薩走廊及西奈半島 |
| 阿卜杜拉赫曼·阿里夫 艾哈邁德·哈桑·貝克爾 | 伊拉克革命            | 1968年7月17日  | 伊拉克第一共和國 阿拉伯復興社會黨 | 阿卜杜拉赫曼·阿里夫政府被推翻 伊拉克第一共和國倒臺 伊拉克第二共和國成立 |
| 伊斯梅爾·阿扎里 加法爾·尼邁里 | 蘇丹政變              | 1969年5月25日  | 蘇丹第一共和國 自由軍官 | 政變成功 蘇丹第一共和國被推翻 蘇丹民主共和國成立 |
| 卡坦·穆罕默德·沙比 阿卜杜勒·法塔赫·伊斯梅爾 | 糾正行動              | 1969年6月22日  | 南葉門人民共和國 南葉門民族解放陣線 | 卡坦·穆罕默德·沙比下臺 納賽爾主義者被清洗 南葉門人民共和國更名為葉門人民民主共和國 南葉門成為馬克思列寧主義共產國家                                                                  |
| 伊德里斯一世 穆阿邁爾·格達費 | 利比亞綠色革命        | 1969年9月1日   | 利比亞王國 自由軍官 | 革命成功 穆阿邁爾·格達費掌權 塞努西利比亞滅亡 利比亞阿拉伯共和國成立 |
| 1970年代 |                       |                | | |
| 薩拉赫·賈迪德 哈菲茲·阿薩德 | 矯正革命              | 1970年11月13日 | 敘利亞阿拉伯第三共和國 阿拉伯復興社會黨 | 薩拉赫·賈迪德下臺 哈菲茲·阿薩德掌權 阿薩德家族世襲統治開始 |
| 加法爾·尼邁里 哈希姆·阿塔 | 蘇丹政變              | 1971年7月19日  | 蘇丹民主共和國 蘇丹共產黨 | 政變失敗 加法爾·尼邁里重新掌權 蘇丹共產主義者被清洗 哈希姆·阿塔被處死 |
| 阿卜杜勒·拉赫曼·埃里亞尼 阿卜杜勒·法塔赫·伊斯梅爾 | 第一次葉門戰爭        | 1972年9月26日  | 葉門阿拉伯共和國 葉門人民民主共和國 | 《開羅協定》簽署 雙方對葉門統一達成共識 |
| 果爾達·梅厄 安瓦爾·薩達特 穆阿邁爾·格達費 哈菲茲·阿薩德 艾哈邁德·哈桑·貝克爾 賈比爾·艾哈邁德·薩巴赫 海珊·本·塔拉勒 費薩爾·本·阿卜杜勒-阿齊茲 哈比卜·布爾吉巴 胡阿里·布邁丁 哈桑二世 | 贖罪日戰爭            | 1973年10月6日  | 以色列國 阿拉伯共和國聯邦 伊拉克第二共和國 科威特國 約旦哈希姆王國 沙烏地阿拉伯王國 突尼西亞第一共和國 阿爾及利亞人民民主共和國 摩洛哥王國 | 以色列國勝利 以色列國防軍佔領了蘇伊士運河東岸 距埃及首都開羅100公里以內的1,600平方公里領土 以色列國防軍佔領了戈蘭高地 敘利亞巴山地區500平方公里的土地 距離敘利亞首都大馬士革僅30公里 |
| 哈桑二世 莫克塔爾·烏爾德·達達赫 穆罕默德·阿卜杜勒-阿齊茲 胡阿里·布邁丁 | 西撒哈拉戰爭          | 1975年10月30日 | 摩洛哥王國 茅利塔尼亞伊斯蘭共和國 撒哈拉阿拉伯民主共和國 阿爾及利亞人民民主共和國 | 撒哈拉阿拉伯民主共和國和 摩洛哥王國之間達成停火協定 |
| 哈菲茲·阿薩德 阿德南·烏克拉 | 敘利亞穆斯林起義      | 1976年5月31日  | 敘利亞阿拉伯共和國 穆斯林兄弟會 | 穆斯林兄弟會被取締 |
| 門格斯圖·海爾·馬里亞姆 穆罕默德·西亞德·巴雷 | 衣索比亞-索馬利亞戰爭 | 1977年7月13日  | 社會主義衣索比亞臨時軍事政府 索馬利亞民主共和國 | 衣索比亞勝利 索馬利亞民主共和國與蘇東集團國家斷交 |
| 安瓦爾·薩達特 穆阿邁爾·格達費 | 埃及-利比亞戰爭       | 1977年7月21日  | 埃及阿拉伯共和國 利比亞阿拉伯人民社會主義民眾國 | 軍事僵持與停火 |
| 穆罕默德·巴勒維 魯霍拉·何梅尼 | 伊朗伊斯蘭革命        | 1977年7月21日  | 伊朗王國 伊朗反對派 - 伊朗学生联合会 - 伊斯兰学生协会 - 战斗教士联盟 - 伊斯兰联合党 - 伊斯蘭敢死隊 - 伊斯兰革命圣战者组织 - 战斗穆斯林运动 - 伊朗人民解放运动 - 伊朗民族陣線 - 伊朗自由运动 - 伊朗民族党 - 伊朗人民党 - 伊朗人民聖戰者組織 - 共产主义战斗者联盟 - 工人阶级解放斗争组织 - 伊朗人民敢死游击队组织 | 巴勒維伊朗被推翻 魯霍拉·何梅尼上臺 伊朗伊斯蘭革命臨時政府成立 |
| 費利克斯·馬盧姆·恩加庫圖 穆阿邁爾·格達費 | 查德-利比亞戰爭       | 1978年1月29日  | 查德共和國 利比亞阿拉伯人民社會主義民眾國 | 軍事僵持與停火 查德共和國取得奧祖地帶控制權 |
| 阿里·阿卜杜拉·薩利赫 阿卜杜勒·法塔赫·伊斯梅爾 | 第二次也門戰爭        | 1979年2月24日  | 葉門阿拉伯共和國 葉門人民民主共和國 | 《科威特協定》簽署 葉門戰爭停戰 |
| 魯霍拉·何梅尼 歐安·阿里·穆罕默德 | 胡齊斯坦叛亂          | 1979年5月30日  | 伊朗伊斯蘭共和國 解放阿拉伯斯坦民主革命陣線 | 叛亂被鎮壓 |
| 1980年代 |                       |                | | |
| 魯霍拉·何梅尼 薩達姆·海珊 | 伊朗-伊拉克戰爭       | 1980年9月22日  | 伊朗伊斯蘭共和國 伊拉克第二共和國 | 軍事僵持雙方皆宣布勝利 聯合國安理會第598號決議 |
| 1990年代 |                       |                | | |
| 薩達姆·海珊 賈比爾·艾哈邁德·薩巴赫 | 伊拉克入侵科威特      | 1990年8月2日   | 伊拉克第二共和國 科威特國 | 科威特國全境淪陷 科威特共和國成立 |
| 薩達姆·海珊 喬治·赫伯特·華克·布希 瑪格麗特·柴契爾 法蘭索瓦·密特朗 | 海灣戰爭              | 1990年8月2日   | 伊拉克第二共和國 美利堅合眾國 聯合王國 法蘭西共和國 | 聯軍勝利 科威特國復國 |
| 阿里·阿卜杜拉·薩利赫 阿里·薩利姆·比德 | 第一次葉門內戰        | 1994年5月4日   | 葉門共和國 葉門民主共和國 | 葉門統一 葉門社會主義者被肅清 |